# Papalocuatla, Oaxaca
Papalocuatla är en ort i Mexiko.   Den ligger i kommunen San Francisco Huehuetlán och delstaten Oaxaca, i den sydöstra delen av landet, 270 km sydost om huvudstaden Mexico City. Papalocuatla ligger 1 673 meter över havet och antalet invånare är 128.
Terrängen runt Papalocuatla är varierad, och sluttar österut. Runt Papalocuatla är det tätbefolkat, med 369 invånare per kvadratkilometer. Närmaste större samhälle är Huautla de Jiménez, 12,8 km sydost om Papalocuatla. I omgivningarna runt Papalocuatla växer i huvudsak städsegrön lövskog.